# Plan Conejo
El Plan Conejo es un proyecto de cría y reproducción de conejos domésticos por parte del gobierno venezolano como medida para contrarrestar la escasez de alimentos de primera necesidad que se ocasionó en el país debido a la crisis económica. El proyecto fracasó desde su inicio. El proyecto fue presentado al público el 13 de septiembre de 2017.
Según el presidente Nicolás Maduro, el fin principal del plan es «cambiar patrones culturales de consumo» y es la respuesta a la «guerra económica» contra Venezuela por parte de Estados Unidos.

## Descripción

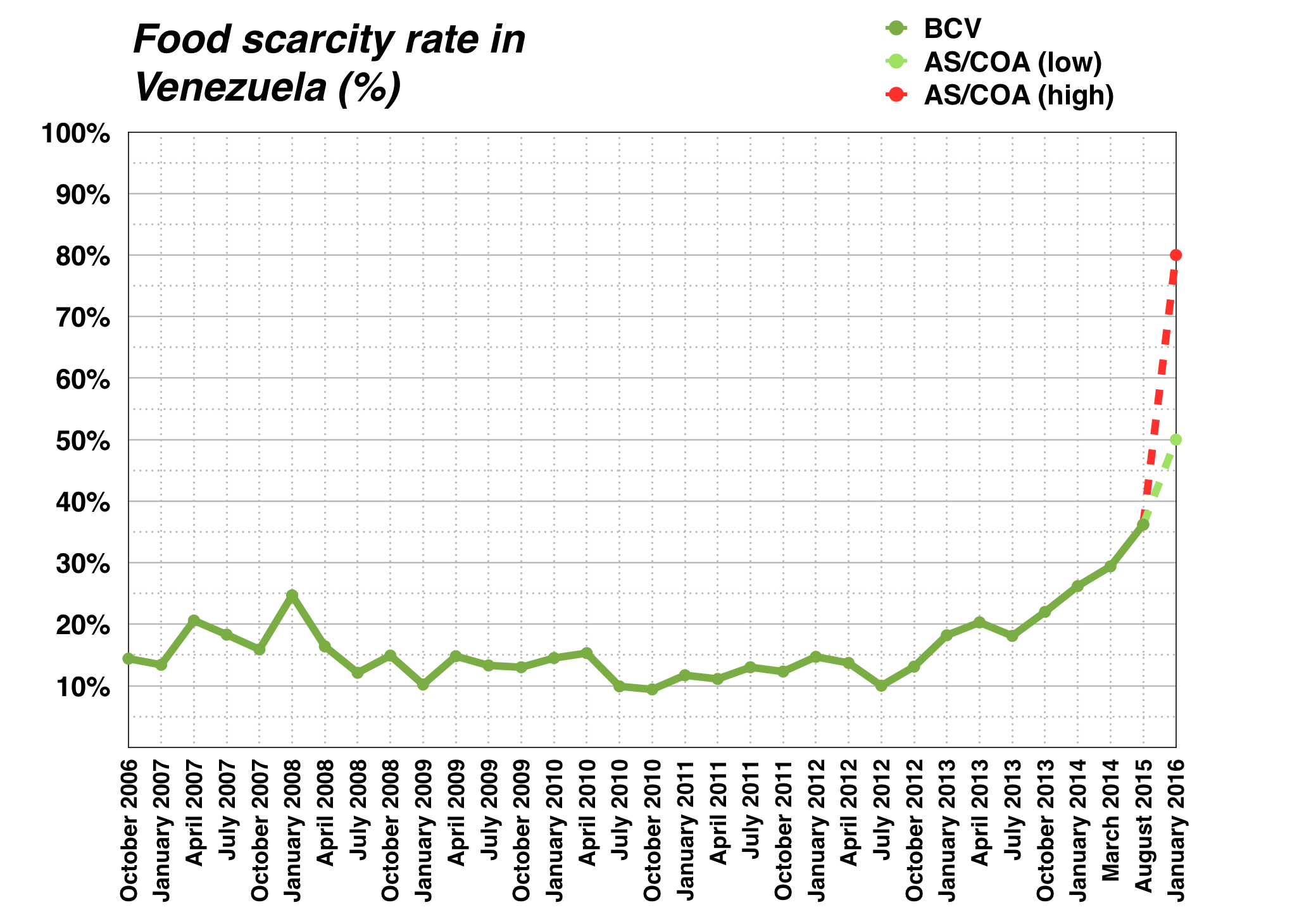
Gráfico que muestra la escasez de alimentos en Venezuela.

La escasez de alimentos por la crisis venezolana, hizo perder en 2017, ocho kilos en nivel general a todos los ciudadanos del país. Según Freddy Bernal, el entonces ministro del Poder Popular de Agricultura Urbana, el proyecto forma parte del modelo productivo socialista que junto a la siembra y la producción de otros animales ayudará a Venezuela a salir de la escasez de alimentos.
El gobierno programó repartir entre las comunas de las ciudades, lotes de crías de conejos para generar una economía local de autogestión. El ministro Bernal informó que por cuestiones culturales, las personas a las que se les fue asignada el cuidado de un animal cada uno, no lo hacían en forma de crianza para consumo humano, si no, como animal de compañía. Bernal dijo lo siguiente:

Nos han enseñado que el conejo es una mascota, bien, pero el conejo visto desde el punto de vista de la guerra económica. Una coneja pare aproximadamente diez o doce conejitos, al final se crían ocho. En dos meses y medio tenemos un conejo de dos kilos y medio.

Ante este revés, Bernal expresó que el gobierno debe incrementar la campaña propagandística a favor de la carne de conejo, pues en sus palabras:
«el conejo no es una mascota, sino dos kilos y medio de carne con alta proteína y sin colesterol puesta en la mesa de los venezolanos».
En esa misma línea, portales web afines al gobierno y al madurismo informaron los beneficios de criar y consumir conejo.

## Controversia

### Crítica
El presidente de la Federación Nacional de Ganaderos (Fedenaga), Carlos Albornoz, acusó que el gobierno no tiene un plan estructurado en sus ideas, según él:
«se requiere primero elevar la producción de maíz amarillo, actualmente en un 12%, y este porcentaje no lograría cubrir la demanda para la elaboración de alimento [para la cría de conejos]».
Poblaciones de emigrantes venezolanos en Perú calificaron de «patético y una locura» el plan Conejo, además de considerar al animal una mascota de igual valor que el perro y el gato.

### Ocultismo
Sectores seguidores de la religión yoruba expresaron que el hecho de consumir de un momento a otro conejos, representa motivos espiritistas que el gobierno tiene para el país, pues en sus creencias, el conejo es llamado Ejoro y su sacrificio en masa es parte de un ritual para conseguir «fortaleza ante los obstáculos»:

Nosotros no entramos en política, pero el conejo en nuestra religión tiene gran importancia. Él está asociado a una forma de pedirle al santo tener mayor fortaleza ante un obstáculo, situación o problema. Ese señor [ Nicolás Maduro ] podría buscar congraciarse con su santo para lograr fortaleza.